# Theodor Körner (1932)
Theodor Körner ist ein deutscher Spielfilm von Carl Boese aus dem Jahre 1932 mit Willi Domgraf-Fassbaender in der Titelrolle.

## Handlung
Preußen zur Zeit des napoleonischen Überfalls Anfang des 19. Jahrhunderts. Weite Teile des Landes sind bereits von den Franzosen besetzt worden, Der zaudernde und lavierende König Friedrich Wilhelm III. scheint politisch wie gelähmt. Unter den jungen Patrioten regt sich Widerstand, man will die Franzosen aus dem Land hinauswerfen. Zu diesen Männern zählt auch der aufstrebende Dichter und Schriftsteller Theodor Körner, Mitglied einer Leipziger Studentenverbindung. Er verfasst glühende, patriotische Schriften und Freiheitsgedichte. Nicht alle seine Kommilitonen teilen Körners Sturm-und-Drang-Denken, mit einem seiner Widersacher muss sich Körner sogar duellieren. Infolgedessen droht ihm die Verhaftung, und Körner flieht daher zu seinen Eltern nach Dresden. Ein Freund der Körner-Familie, der Diplomat Wilhelm von Humboldt, nimmt den jungen Heißsporn auf Wunsch der Eltern nach Wien mit, um Theodor aus der Schusslinie und dem Fokus der Franzosen zu ziehen. Dort kann der Nachwuchsautor am Hoftheater nicht nur seine Dramen zur Aufführung bringen, Körner lernt sogar eine junge Dame kennen, in die er sich später verliebt. Sie heißt Toni Adamsberger und ist Schauspielerin. Beide verloben sich schließlich miteinander.
Ihr Glück währt nur kurz, denn es zieht den jungen Körner zurück nach Preußen. Er hat erfahren, dass sich daheim nun ernstzunehmender Widerstand in Gestalt von Freikorps gebildet hat. Diesen Männern will er unbedingt folgen. In Breslau schließt er sich dem Freikorps des Major Lützow an. In diesem Regiment leistet auch Eleonore Prohaska ihren Dienst, die sich in Soldatenuniform unerkannt unter die Männer gemischt hat. Rasch verliebt sich die junge Frau in Körner. Bei einem Kampfeinsatz wirft sie sich todesmutig vor seinen Körper, als der Gegner auf ihn schießt. Dabei kommt Eleonore ums Leben. In den Folgegefechten zwischen den Lützowern und den Franzosen werden die Freikorps-Kämpfer nahezu komplett aufgerieben. Bei den Kämpfen nahe Kitzen wird Körner schwer am Kopf verletzt. Dennoch gelingt es ihm, sich erneut in das Elternhaus nach Dresden zu retten. Kaum wieder genesen, eilt Theodor Körner erneut zu den Waffen. Auch die Liebe Tonis tut seinem Kampfeswillen keinen Abbruch. In Mecklenburg möchte er sich unbedingt einem neugegründeten Freikorps anschließen. Weiterhin schreibt er Gedichte über Gedichte, die Zeugnis von der unruhigen Zeit geben. Sein letztes Werk trägt den Namen „Du Schwert an meiner Linken“. Bei einem erneuten Aufeinandertreffen mit dem „welschen Erbfeind“ nahe Gadebusch trifft ihn eine französische Kugel tödlich.

## Produktionsnotizen
Theodor Körner entstand zwischen dem 8. August und dem 12. September 1932 in den UFA-Ateliers in Berlin-Tempelhof sowie in der Umgebung von Falkensee und in Berlin-Spandau (Außenaufnahmen). Der Film besaß neun Akte und war 2572 Meter lang. Die Zensur gab ihn am 29. September 1932 für die Jugend frei. Die Uraufführung erfolgte am 4. Oktober 1932 im Primus-Palast.
Rudolf Walther-Fein war Produktionsleiter und hatte zugleich die künstlerische Oberleitung inne. Walter Tost Aufnahmeleiter. Die Filmbauten stammen aus den Händen von Walter Reimann. Fritz Seeger sorgte für den Ton. Komponist Werner Schmidt-Boelcke hatte auch die musikalische Leitung. Gespielt wurde ein Musiktitel: „Lützows wilde verwegene Jagd“. Als militärischer Berater diente Hauptmann a. D. Erich von Gomlicki.

## Historischer Hintergrund und Wissenswertes
Theodor Körner begann als Theaterdichter, ehe er sich in Breslau dem Lützowschen Freikorps anschloss. Wenig später fiel er, noch keine 22 Jahre alt, bei einem Gefecht, in das die Lützower mit den Franzosen verwickelt wurden.
Die Szene, in der Eleonore Prochaska mit ihrem todesmutigen Einsatz Körners Leben rettet und dabei selbst ums Leben kommt, ist pure Fiktion. Prochaska starb knapp sieben Wochen nach Körner.

## Weitere Verfilmungen
Der Freiheitskämpfer Körner stand im Mittelpunkt zweier vorhergehender (Stumm-)Filme:
- 1912: Theodor Körner (mit Friedrich Feher als Körner)
- 1927: Lützows wilde verwegene Jagd (mit Ernst Rückert als Körner)

## Kritik
„Carl Boese inszeniert diesen Lebensabriß von der Studenten- über die Wiener Zeit bis zum Tode seines Helden in zahllosen Einzelbildern. Die Kritik aber hat den Film ‚Theodor Körner‘ stark zerzaust: ‚Manchen Szenen kann man nur als läppisch bezeichnen, am schlimmsten jene, in der Theodor Körner mit seiner Braut Toni Adamberger beim preußischen Gesandten in Wien zu Gast ist …‘ (…) Leider hat man auch hier erst in den Schlußszenen das richtige Kolorit getroffen. Der Entsetzensschrei der Toni Adamberger, dargestellt von der schönen Dorothea Wieck, bei der Nachricht vom Tode des Geliebten, ließ die Menschen im dunklen Kinohause zusammenfahren (…) Willi Domgraf-Faßbaender gibt den Helden mit Haltung und verträumter Sinnlichkeit, nur entspricht er in Maske und Spiel nicht dem Typ des deutschen Heldenjünglings, wie unsere Jugend sich einen Theodor Körner vorstellt.“